# Spielberg (Áustria)
Spielberg é um município da Áustria localizado no distrito de Murtal, no estado de Estíria.